# Saison 2017 de l'équipe cycliste Bahrain-Merida
La saison 2017 de l'équipe cycliste Bahrain-Merida est la première de cette équipe.

## Préparation de la saison 2017

### Sponsors et financement de l'équipe
Le budget de Bahrain-Merida pour cette saison est estimé à 15 à 18 millions d'euros. L'équipe est financée principalement par un consortium d'entreprises bahreïniennes, la plus importante étant la Bahrain Petroleum Company (BAPCO), qui se sont engagées pour trois ans. L'intention du prince Nasser ben Hamed Al Khalifa de créer ou reprendre une équipe cycliste financée par le royaume du Bahreïn a été annoncée en début d'année 2016, et la famille royale Al Khalifa a officialisé en juillet 2016 son soutien ainsi que le lancement de l'équipe en 2017,. Selon le manager général de Brent Copeland, l'objectif est de faire connaître Bahreïn « en termes de tourisme et de responsabilité sociale », et de faire découvrir la pratique du cyclisme aux Bahreïniens.
L'entreprise taïwanaise Merida Bikes est sponsor-titre et fournisseur de cycles. Les coureurs roulent ainsi sur les modèles Reacto, Scultura et Warp de Merida.
Le maillot de l'équipe, créé par la société Sportful, est majoritairement rouge, afin de rappeler la couleur du drapeau de Bahreïn. Une bande noire traverse le torse. Les manches sont bleu marine, et arborent une ligne verte en référence la marque Merida,.

### Arrivées et départs
Cette saison étant la première de l'équipe Bahrain-Merida, les coureurs sont, en conséquence, tous nouveaux. Dès sa première saison l'équipe frappe fort sur le marché des transferts en faisant signer la star italienne Vicenzo Nibali.

### Objectifs
L'objectif de l'équipe pour une première saison est de se faire une place au sein du peloton UCI World Tour. Vincenzo Nibali arrive de chez Astana avec qui il a remporté le Tour d'Italie 2016. L'italien défendra son titre et rêve de remporter la centième édition du Giro. Afin de réaliser cet objectif il envisage de renoncer aux Classiques.

## Déroulement de la saison
L'équipe Bahrain-Merida commence sa saison en janvier, en Australie, avec le Tour Down Under, première épreuve UCI World Tour de l'année. Giovanni Visconti et le sprinteur Niccolò Bonifazio y sont les leaders. Ils sont accompagnés d'Ondřej Cink, Janez Brajkovič, Tsgabu Grmay, Chun Kai Feng et Yukiya Arashiro. Troisième de la troisième étape derrière Caleb Ewan et Peter Sagan, Niccolò Bonifazio offre à l'équipe son premier podium,.

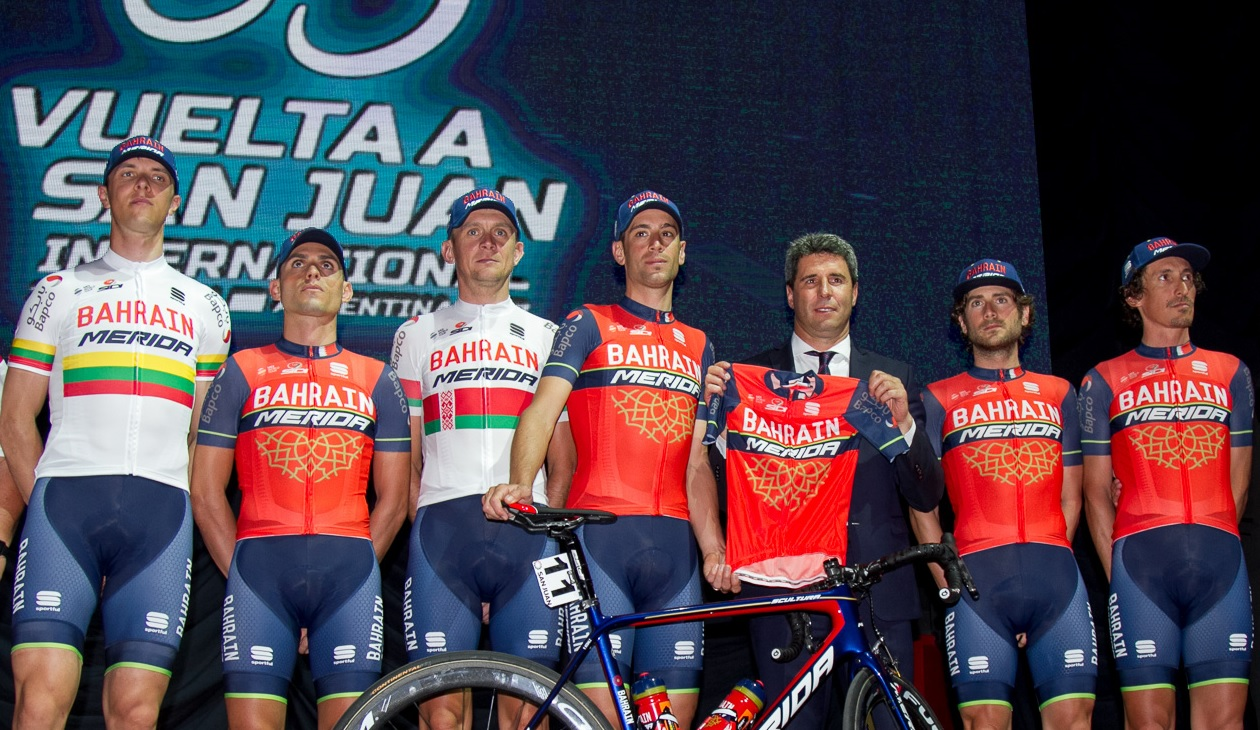
Les coureurs de Bahrain-Merida au Tour de San Juan.

Vincenzo Nibali commence sa saison fin-janvier en Argentine, au Tour de San Juan. Valerio Agnoli, Manuele Boaro, Ramūnas Navardauskas, Kanstantsin Siutsou et Franco Pellizotti l'y accompagnent. Ces six coureurs forment un premier « noyau » de la sélection de Bahrain-Merida pour le Tour d'Italie et sont réunis dès le début d'année pour cet objectif. Ramūnas Navardauskas remporte la troisième étape de cette course, un contre-la-montre. C'est la première victoire de l'équipe Bahrain-Merida. Navardauskas occupe la première place du classement général pendant deux jours. Il est détrôné par Bauke Mollema lors de l'« étape-reine », dont Nibali prend la dixième place, et termine septième du classement général, devant Nibali huitième. Bahrain-Merida remporte le classement par équipes.

## Coureurs et encadrement technique

### Effectif
| Cycliste             | Date de naissance | Nationalité        | Équipe 2016                   |  |
| -------------------- | ----------------- | ------------------ | ----------------------------- |  |
| Valerio Agnoli       | 6 janvier 1985    | Italie             | Astana                        |  |
| Yukiya Arashiro      | 22 septembre 1984 | Japon              | Lampre-Merida                 |  |
| Manuele Boaro        | 12 mars 1987      | Italie             | Tinkoff                       |  |
| Grega Bole           | 13 août 1985      | Slovénie           | Nippo-Vini Fantini            |  |
| Niccolò Bonifazio    | 29 octobre 1993   | Italie             | Trek-Segafredo                |  |
| Borut Božič          | 8 août 1980       | Slovénie           | Cofidis                       |  |
| Janez Brajkovič      | 18 décembre 1983  | Slovénie           | UnitedHealthcare              |  |
| Ondřej Cink          | 7 décembre 1990   | République tchèque | Multivan Merida Biking (VTT)  |  |
| Sonny Colbrelli      | 17 mai 1990       | Italie             | Bardiani CSF                  |  |
| Chun Kai Feng        | 2 novembre 1988   | Taipei chinois     | Lampre-Merida                 |  |
| Iván García          | 20 novembre 1995  | Espagne            | Klein Constantia              |  |
| Enrico Gasparotto    | 22 mars 1982      | Italie             | Wanty-Groupe Gobert           |  |
| Tsgabu Grmay         | 25 août 1991      | Éthiopie           | Lampre-Merida                 |  |
| Heinrich Haussler    | 25 février 1984   | Australie          | IAM                           |  |
| Jon Ander Insausti   | 13 décembre 1992  | Espagne            | Euskadi Basque Country-Murias |  |
| Ion Izagirre         | 4 février 1989    | Espagne            | Movistar                      |  |
| Javier Moreno        | 18 juillet 1984   | Espagne            | Movistar                      |  |
| Ramūnas Navardauskas | 30 janvier 1988   | Lituanie           | Cannondale-Drapac             |  |
| Antonio Nibali       | 23 septembre 1992 | Italie             | Nippo-Vini Fantini            |  |
| Vincenzo Nibali      | 14 novembre 1984  | Italie             | Astana                        |  |
| Domen Novak          | 12 juillet 1995   | Slovénie           | Adria Mobil                   |  |
| Franco Pellizotti    | 15 janvier 1978   | Italie             | Androni Giocattoli-Sidermec   |  |
| David Per            | 13 février 1995   | Slovénie           | Adria Mobil                   |  |
| Luka Pibernik        | 23 octobre 1993   | Slovénie           | Lampre-Merida                 |  |
| Kanstantsin Siutsou  | 9 août 1982       | Biélorussie        | Dimension Data                |  |
| Giovanni Visconti    | 13 janvier 1983   | Italie             | Movistar                      |  |
| Meiyin Wang          | 26 décembre 1988  | Chine              | Wisdom-Hengxiang              |  |
| Stagiaire            | Date de naissance | Nationalité        | Équipe 2017                   |  |
| Andrea Garosio       | 12 juin 1993      | Italie             | Colpack                       |  |
| Mark Padun           | 6 juillet 1996    | Ukraine            | Colpack                       |  |
| Andrea Toniatti      | 13 août 1992      | Italie             | Colpack                       |  |

## Bilan de la saison
Avec onze victoires, Bahrain-Merida est l'équipe World Tour ayant le moins gagné en 2017,. Elle termine à la quatorzième place du classement par équipe de l'UCI World Tour.
Les meilleurs résultats sont venus de Vincenzo Nibali, leader autour duquel l'équipe a été construite. Vainqueur à quatre reprises, il s'impose notamment sur le Tour de Lombardie en fin de saison, se classe deuxième du Tour d'Espagne et troisième du Tour d'Italie,, et termine à la cinquième place de l'UCI World Tour.

### Victoires
| Victoires | Victoires                                                                   | Victoires | Victoires | Victoires            | Victoires |
| Date      | Course                                                                      | Pays      | Classe    | Vainqueur            |           |
| --------- | --------------------------------------------------------------------------- | --------- | --------- | -------------------- | --------- |
| 25 janv.  | 3e étape du Tour de San Juan                                                | Argentine | 2.1       | Ramūnas Navardauskas |           |
| 6 mars    | 2e étape, Paris-Nice                                                        | France    | 2.UWT     | Sonny Colbrelli      |           |
| 12 avr.   | Flèche brabançonne                                                          | Belgique  | 1.HC      | Sonny Colbrelli      |           |
| 23 avr.   | Classement général, Tour de Croatie                                         | Croatie   | 2.1       | Vincenzo Nibali      |           |
| 23 mai    | 16e étape du Tour d'Italie                                                  | Italie    | 2.UWT     | Vincenzo Nibali      |           |
| 28 mai    | 8e étape du Tour du Japon                                                   | Japon     | 2.1       | Jon Ander Insausti   |           |
| 23 juin   | Contre-la-montre masculin aux championnats d'Éthiopie de cyclisme sur route | Éthiopie  | CN        | Tsgabu Grmay         |           |
| 21 août   | 3e étape du Tour d'Espagne                                                  | France    | 2.UWT     | Vincenzo Nibali      |           |
| 14 sept.  | Coppa Bernocchi                                                             | Italie    | 1.1       | Sonny Colbrelli      |           |
| 30 sept.  | Tour d'Émilie                                                               | Italie    | 1.HC      | Giovanni Visconti    |           |
| 7 oct.    | Tour de Lombardie                                                           | Italie    | 1.UWT     | Vincenzo Nibali      |           |

### Résultats sur les courses majeures
Les tableaux suivants représentent les résultats de l'équipe dans les principales courses du calendrier international (les cinq classiques majeures et les trois grands tours). Pour chaque épreuve est indiqué le meilleur coureur de l'équipe, son classement ainsi que les accessits glanés par Bahrain-Merida sur les courses de trois semaines.

#### Classiques
| Classique            | Milan-San Remo        | Tour des Flandres     | Paris-Roubaix           | Liège-Bastogne-Liège | Tour de Lombardie     |
| -------------------- | --------------------- | --------------------- | ----------------------- | -------------------- | --------------------- |
| Coureur (classement) | Sonny Colbrelli (13e) | Sonny Colbrelli (10e) | Niccolò Bonifazio (89e) | Ion Izagirre (5e)    | Vincenzo Nibali (1er) |

#### Grands tours
| Grand tour           | Tour d'Italie                        | Tour de France        | Tour d'Espagne                       |
| -------------------- | ------------------------------------ | --------------------- | ------------------------------------ |
| Coureur (classement) | Vincenzo Nibali (3e)                 | Janez Brajkovič (45e) | Vincenzo Nibali (2e)                 |
| Accessits            | 1 victoire d'étape (Vincenzo Nibali) |                       | 1 victoire d'étape (Vincenzo Nibali) |

### Classement UCI
Bahrain-Merida termine à la 14e place du classement par équipes du World Tour avec 5277 points. Ce total est obtenu par l'addition des points de ses coureurs au classement individuel. Le coureur de l'équipe le mieux classé est Vincenzo Nibali, 5e avec 2196 points.
| Rang | Coureur             | Points |
| ---- | ------------------- | ------ |
| 5    | Vincenzo Nibali     | 2196   |
| 23   | Ion Izagirre        | 1276   |
| 41   | Sonny Colbrelli     | 887    |
| 131  | Giovanni Visconti   | 203    |
| 184  | Franco Pellizotti   | 101    |
| 206  | Ondrej Cink         | 82     |
| 208  | Tsgabu Grmay        | 80     |
| 211  | Niccolo Bonifazio   | 78     |
| 218  | Janez Brajkovic     | 75     |
| 220  | Grega Bole          | 73     |
| 230  | Enrico Gasparotto   | 67     |
| 289  | Luka Pibernik       | 37     |
| 308  | Heinrich Haussler   | 28     |
| 317  | Iván García         | 26     |
| 336  | Kanstantsin Siutsou | 22     |
| 340  | Yukiya Arashiro     | 21     |
| 353  | Borut Bozic         | 16     |
| 416  | Javier Moreno       | 4      |
| 417  | Jon Ander Insausti  | 4      |
| 434  | Valerio Agnoli      | 1      |